# Armenabad
Armenabad (azerbajdzjanska: Qarşərabtrestin Iki Nömərli Sovxozu, armeniska: Berk’adzor, Բերքաձոր) är en ort i Azerbajdzjan.   Den ligger i distriktet Xocalı Rayonu, i den centrala delen av landet, 270 kilometer väster om huvudstaden Baku. Armenabad ligger 619 meter över havet och antalet invånare är 165.
Terrängen runt Armenabad är huvudsakligen kuperad, men den allra närmaste omgivningen är platt. Armenabad ligger nere i en dal. Runt Armenabad är det ganska glesbefolkat, med 34 invånare per kvadratkilometer.. Närmaste större samhälle är Stepanakert, 6,6 kilometer söder om Armenabad. 
Omgivningarna runt Armenabad är en mosaik av jordbruksmark och naturlig växtlighet.